# Loeblioryloninae
Loeblioryloninae es una subfamilia de coleópteros polífagos.

## Géneros
- Loebliorylon